# 泉水水库
泉水水库，位于广东省乳源瑶族自治县洛阳镇境内，是南水上游的一座中型水库。工程于1970年5月动工兴建，1975年竣工。水库控制流域面积189平方千米，总库容2160万立方米。大坝为混凝土双曲率薄拱坝，最大坝高80米，顶宽3米，顶弧长209米，底宽9米。水库具有年调节功能，主要功能是发电。水库电站总装机容量2.4万千瓦，年均发电量11300万千瓦时。